# زحلوفة

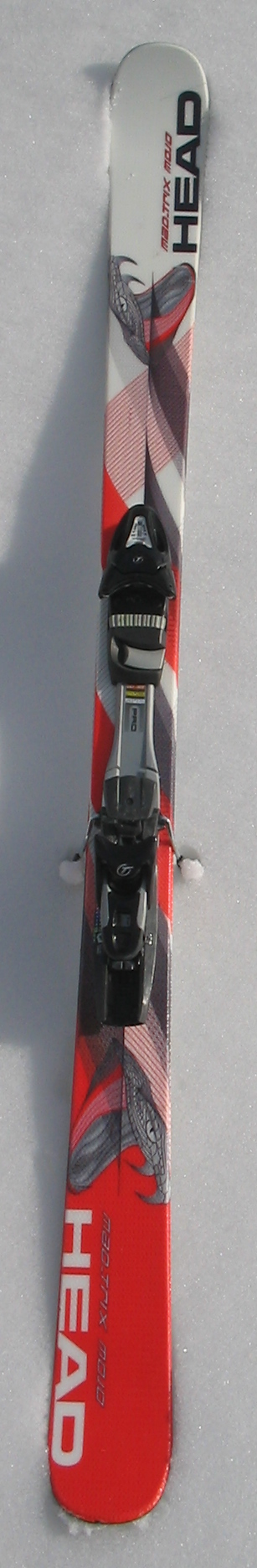
زحلوفة ذات حدبة جانبية صغيرة نسبيًا وكلاسيكية: الطرف والذيل يلمسان الثلج بينما يكون الجزء الأوسط في الهواء.

الزُحْلُوفَة أو الزلّاجة أو المِزلج أو الزحلوقة (بالإنجليزية: Ski) هي لوح ضيق من مادة شبه صلبة تُرْتَدى تحت الأقدام للتزلج فوق الثلج. تعد الزحلوفات لها طول أطول من العرض وتستخدم أزواجًا، وهي متصلة بأحذية التزحلف المزودة بأربطة للتزحلف، إما بكعب حر أو قَفول (قابل للقفل) أو مؤمن جزئيًا. لتسلق المنحدرات، يمكن تثبيت جلود التزحلف (المصنوعة في الأصل من فراء الفقمة، ولكنها مصنوعة الآن من مواد اصطناعية) عند قاعدة الزحلوفة.
كان الغرض منها في الأصل المساعدة على السفر فوق الثلج، وهي تُستخدم الآن في رياضة التزحلف أساسًا.